# Gabriela Ivana Vlková
Gabriela Ivana Vlková (* 2. března1964) je česká biblistka a řeholnice, členka České kongregace sester dominikánek. V letech 2006–2014 byla děkankou Cyrilometodějské teologické fakulty Univerzity Palackého jako první žena v čele teologické fakulty v historii českých zemí.

## Život
Pochází z Nového Města nad Metují. Sestra Vlková vystudovala Matematicko-fyzikální fakultu Univerzity Karlovy v Praze (studium ukončila v roce 1987). V témže roce se tajně stala dominikánkou. Poté učila matematiku a fyziku na ZŠ Suchdol v Praze. Po sametové revoluci vystudovala teologii na Cyrilometodějské teologické fakultě v Olomouci (studium dokončeno 1992; studovala ale tajně již tři roky před revolucí), poté učila matematiku, fyziku a základy křesťanství na Dívčí katolické škole v Bojkovicích (1992–1994). V letech 1995–1998 absolvovala postgraduální studium biblistiky na Gregoriánské univerzitě v Římě. V roce 2000 se stala odbornou asistentkou Katedry biblických věd CMTF UP. V roce 2019 se na CMTF UP habilitovala v oboru teologie. 

## Děkanka
Dne 19. dubna 2006 byla dosavadní proděkanka pro studijní a pedagogické záležitosti, sestra Vlková, zvolena děkankou CMTF UP v Olomouci. Původně se očekávalo, že její instalace proběhne bez potíží, neboť souhlas vyjádřil i Velký kancléř fakulty, olomoucký arcibiskup a moravský metropolita Jan Graubner, nicméně její volba byla v květnu vetována Kongregací pro katolickou výchovu v Římě s odůvodněním, že nemá dostatečně dlouhou praxi a odbornou a publikační činnost. Kongregace má poněkud odlišné představy o roli a kvalifikaci děkana než současný český právní řád a obvykle nejmenuje do funkce děkana uchazeče, co nedosáhli alespoň docentury (české zákony požadovaly, aby byl kandidát alespoň docentem, až do roku 2004), v případě Vlkové navíc došlo k nedopatření, když Kongregaci nebyl zaslán seznam publikací. Akademický senát fakulty podal proti rozhodnutí Kongregace odvolání, které podpořil i arcibiskup Graubner, a ta ve svém novém stanovisku ze srpna 2006 volbu akceptovala. Sestra Vlková byla do úřadu děkanky uvedena 14. září 2006.

## Dílo
Krom níže zmíněných knih je autorkou řady odborných a popularizačních článků, jakož i kapitol v monografiích a příspěvků ve sbornících.
Učebnice a vědecké publikace
- Cambiare la luce in tenebre e le tenebre in luce. Uno studio tematico dell’alternarsi tra la luce e le tenebre nel libro di Isaia (2004) – disertační práce
- Úvod do prorocké a mudroslovné literatury Starého zákona (skripta; 1. vydání 2005, 2. přepracované vydání 2007)
- Pracovní listy ke cvičením z biblické hebrejštiny (se Stanislavem Pacnerem, 2006)
- Izaiáš : komentovaný překlad řecké septuagintní verze (s Janou Plátovou, 2018)
- Izajáš I : 1-12 : s námi je Bůh? Český ekumenický komentář ke Starému zákonu 23/I (2019)

Pro širokou veřejnost
- Slovo Boží a slovo lidské (1. vydání 2004, 2. upr. vydání 2007)
- Od Abraháma k nové smlouvě (2007)
- Hospodinův služebník a nová smlouva (2009)
- Svoboda ve vztahu k službě a poslušnosti (2012)
- Izajáš - Svědectví o vítězící důvěře (rozhlasové rozhovory o biblickém textu vedl s autorkou Petr Vaďura, 2014)
- Bůh milosrdný, nebo trestající? (2016)